# 和田元
和田 元（わだ はじめ）は、日本の植物学者。東京大学名誉教授。元日本植物脂質科学研究会会長。専門は植物生理学。

## 人物・経歴
宮崎県日南市飫肥出身。日南市立飫肥小学校、日南市立飫肥中学校を卒業後、都城工業高等専門学校に進学。その後、東京農工大学工学部3年に編入学し、1981年3月に卒業。東京大学大学院工学系研究科修士課程に進学して、化学を専攻し、1983年3月に修了、工学修士の学位を取得した。
1983年4月から東京電機大学理工学部助手として4年間勤務。1987年4月から岡崎国立共同研究機構基礎生物学研究所特別協力研究員として6年ほど在籍。この間の1990年3月、東京大学より理学博士の学位を取得。同年4月には日本学術振興会特別研究員となる。1991年8月、岡崎国立共同研究機構基礎生物学研究所助手。
1993年4月から九州大学教養部助教授として9年ほど勤務（配置換により理学部助教授、大学院理学研究科助教授、大学院理学研究院助教授）。
2002年4月から東京大学大学院総合文化研究科助教授として移籍し、22年間勤務。法令改正により准教授に職名変更後、教授に昇格した。
2021年から2022年まで、日本植物脂質科学研究会会長を務めた。2024年3月に東京大学を定年退職し、同年6月に東京大学名誉教授となった。専門分野は植物生理学。